# Zavājer
Zavājer (persiska: زواجر) är en ort i Iran.   Den ligger i provinsen Zanjan, i den nordvästra delen av landet, 260 km väster om huvudstaden Teheran. Zavājer ligger 1 868 meter över havet och antalet invånare är 808.
Terrängen runt Zavājer är platt åt nordost, men åt sydväst är den kuperad. Runt Zavājer är det ganska glesbefolkat, med 34 invånare per kvadratkilometer. Närmaste större samhälle är Qīdar, 4,8 km söder om Zavājer. Trakten runt Zavājer består i huvudsak av gräsmarker.